# Chilindrón (juego)
El chilindrón es un juego de naipes que se juega entre dos o cuatro personas. 
Se juega de la siguiente manera. Se reparten los naipes por iguales partes a cada uno y el que es mano empieza a jugar echando las cartas que se siguen unas a otras en el número y pinta como as, dos, tres y si no tiene cuatro pasa al segundo o al que lo tuviere y continúa éste echando cuatro, cinco, seis, y así hasta sota, caballo y rey cuyas tres cartas se llaman Chilindrón. El que echa el rey vuelve a empezar por la carta que quiere y el que en esta forma se descarta primero, gana de los otros por cada carta de que no se han descartado la cantidad que se convino al empezar el juego. 
Es una especie de pechigonga sin envites y también se parece algo al juego llamado la Cometa.